# Beni Bouateb
Beni Bouateb là một đô thị thuộc tỉnh Chlef, Algérie. Dân số thời điểm năm 2002 là 2.551 người.